# Mount Brett
Mount Brett is een berg in de Canadese provincie Alberta. Ze maakt deel uit van de Massive Range in de Canadian Rockies. Ze heeft een hoogte van 2.984 meter boven zeeniveau.
De berg werd voor het eerst beklommen in 1916 door C.F. Hogeboom, A.H. Bent, James Outram, E.G. Ritchie en K.D. McClelland.